# Secundum quid
Secundum quid (також називається secundum quid et simpliciter, що означає «[що є правдою] в певному відношенні та [що є правдою] абсолютно») — це тип неформальної помилки, яка виникає, коли сперечальник не вміє розпізнати різницю між емпіричними правилами (м'які узагальнення, евристики, які справедливі як загальне правило, але залишають місце для винятків) і категоричними пропозиціями, правила, які справедливі універсально.
Оскільки воно ігнорує обмеження або кваліфікації емпіричних правил, цю помилку також називають ігноруванням кваліфікацій. Вираз неправильне використання принципу також може бути використаний.

## Приклад
Дозволь зауважити: всі великі композитори помирають молодими. Візьми Мендельсона: йому було 38. Або Моцарт, всього 35. І Шуберт! Сотні композицій, і йому було тільки 31!
Сперечальник цитує лише ті випадки, які підтверджують його думку, зручно пропускаючи Баха, Бетховена, Брамса тощо.
Вода кипить при температурі 212° за Фаренгейтом; отже, кипляча вода буде достатньо гарячою, щоб зварити яйце вкруту за п’ять хвилин: але якщо ми так сперечаємося на висоті 5000 футів, ми будемо розчаровані; бо висота, через різницю в тиску повітря, кваліфікує істинність нашого загального принципу.— H. W. B. Joseph
Порівняти з:
Всі люди смертні.

Сократ - людина.

Отже, Сократ смертний.

## У масовій культурі
Наступний катрен, який приписується C. H. Talbot:
 I talked in terms whose sense was hid,

Dividendo, componendo et secundum quid;

Now secundum quid is a wise remark

And it earned my reputation as a learned clerk. 

## Типи
Примірники secundum quid бувають двох видів:
- Випадок — dicto simpliciter ad dictum secundum quid (де прийнятний виняток ігнорується) [від загального до кваліфікованого]
- Поспішне узагальнення — dicto secundum quid ad dictum simpliciter (де прийнятний виняток усувається або спрощується) [від кваліфікованого до загального]

## Подальше читання
- Dowden, Bradley (2010). https://www.iep.utm.edu/fallacy/#SecundumQuid. Internet Encyclopedia of Philosophy[en]. {{cite encyclopedia}}: Пропущений або порожній |title= (довідка)
- Bunnin, Nicholas; Yu, Jiyuan (2008). Fallacy of secundum quid. The Blackwell Dictionary of Western Philosophy. John Wiley & Sons. с. 250. ISBN 978-0-470-99721-5.
- Coffey, Peter (1912). The Science of Logic. Longmans, Green, and Company. с. 309. OL 7104938M.
- Joseph, H. W. B. (1916). The fallacy of Secundum Quid. An Introduction to Logic (вид. 2nd). Clarendon Press. с. 589. OCLC 373124.
- Parry, William T.; Hacker, Edward A. (1991). A brief history of the fallacies of accident and secundum quid. Aristotelian Logic. SUNY Press. с. 438. ISBN 978-0-7914-0690-8.
- Walton, Douglas (1990). Ignoring Qualifications (Secundum Quid) as a Subfallacy of Hasty Generalization (PDF). Logique et Analyse. 33 (129-130): 113—154. ISSN 2295-5836.